# Gas Company Tower
Gas Company Tower è un grattacielo di Los Angeles, in California.
L'edificio ospita la sede della società Southern California Gas Company, e degli uffici della ditta di avvocatura Sidley Austin.